# Campionati dei quattro continenti di short track 2023
I campionati dei quattro continenti di short track 2023 sono stati la 2ª edizione della competizione organizzata dall'International Skating Union. Si sono svolti dal 10 al 12 novembre 2022 a Salt Lake City, negli Stati Uniti d'America

## Partecipanti
Hanno preso parte alle competizioni 72 pattinatori, in rappresentanza di 13 distinte nazioni.
- Australia
- Brasile
- Canada
- Cina
- Indonesia
- Giappone
- Kazakistan

- Corea del Sud
- Nuova Zelanda
- Filippine
- Singapore
- Taipei cinese
- Stati Uniti

## Podi

### Uomini
| Evento               | Oro           | Tempo    | Argento         | Tempo    | Bronzo            | Tempo    |
| 500 metri            | Steven Dubois | 40.316   | Andrew Heo      | 40.687   | Pascal Dion       | 41.482   |
| 1000 metri           | Park Ji-won   | 1:27.584 | Pascal Dion     | 1:27.592 | William Dandjinou | 1:27.816 |
| 1500 metri           | Park Ji-won   | 2:16.409 | Hong Kyung-hwan | 2:16.471 | Steven Dubois     | 2:16.702 |
| Staffetta 5000 metri | Cina          | 6:54.766 | Giappone        | 6:56.071 | Corea del Sud     | 7:12.956 |

### Donne
| Evento               | Oro              | Tempo    | Argento                 | Tempo    | Bronzo         | Tempo    |
| 500 metri            | Shim Suk-hee     | 43.273   | Kristen Santos-Griswold | 43.302   | Zhang Chutong  | 44.503   |
| 1000 metri           | Courtney Sarault | 1:28.615 | Gong Li                 | 1:28.840 | Claudia Gagnon | 1:28.963 |
| 1500 metri           | Courtney Sarault | 2:25.614 | Kristen Santos-Griswold | 2:25.708 | Choi Min-jeong | 2:25.737 |
| Staffetta 3000 metri | Corea del Sud    | 4:04.767 | Canada                  | 4:05.049 | Stati Uniti    | 4:06.964 |

### Misto
| Evento               | Oro         | Tempo    | Argento | Tempo    | Bronzo | Tempo    |
| Staffetta 3000 metri | Stati Uniti | 2:38.095 | Cina    | 2:38.244 | Canada | 2:46.024 |

## Medagliere
| Posiz. | Nazione       | Oro | Argento | Bronzo | Totale |
| ------ | ------------- | --- | ------- | ------ | ------ |
| 1      | Corea del Sud | 4   | 1       | 2      | 7      |
| 2      | Canada        | 3   | 2       | 5      | 11     |
| 3      | Stati Uniti   | 1   | 3       | 1      | 5      |
| 4      | Cina          | 1   | 2       | 1      | 4      |
| 5      | Giappone      | 0   | 1       | 0      | 1      |
| Totale | Totale        | 9   | 9       | 9      | 28     |